# Робокар Поли
Робокар Поли — южнокорейский семейный мультсериал комедийно-приключенческого жанра, созданный компанией entertainment one, повествующий о приключениях спасательной команды машин-трансформеров. Также популярны игрушки, созданные по мотивам мультсериала, в том числе трансформирующиеся.
Первая серия мультсериала «Робокар Поли» появилась в прямом эфире корейского телевидения 28 февраля 2011 года. После этого мультфильм транслировался не только в Республике Корея, но и Великобритании, Португалии, России, Франции, Японии и других странах. Всего был показан в 54 странах.

## Сезоны
Всего вышло 5 сезонов, каждый из которых включал в себя по 26 одиннадцатиминутных серий. Первые два сезона показывались в 2011—2012 годах, третий — в 2014 году, четвёртый — в 2015 году, пятый сезон вышел в 2020 году и стал заключительным.
В 2011 и 2013 году вышли короткометражные сезоны «Уроки безопасности с Поли» после первого и второго сезонов соответственно.

## Сюжет
История и действия сериала разворачивается на острове в маленьком вымышленном городе Брумс, где живут машины и люди. Главный герой — полицейский автомобиль, робокар Поли всегда быстро находит решение любой проблемы, и поэтому именно он возглавляет спасательную команду. В эту команду также входят пожарная машина, роботрак Рой, машина скорой медицинской помощи, робовэн Эмбер и спасательный вертолёт, робокоптер Хэлли. Вместе с этой командой работает их симпатичная подруга, диспетчер Джин, а она также всегда сообщает команде о том, кому и где нужна помощь или кто попал в беду. Робокар Поли и его команда всегда приходят на помощь жителям в разных ситуациях и происшествиях, потому что они могут трансформироваться. В конце каждого эпизода герои дают советы для обеспечения детской безопасности.

## Город Брумс
Город Брумс основан в 1924 году в Республике Корея легендарным полицейским по имени Гром Робинсон. В первых двух сезонах и двух короткометражных сезонах город назывался Брум, а дальнейшем — Брумс.

### Персонажи

#### Спасательная команда
- Робокар Поли — главный герой, полицейский автомобиль. Смелый, быстрый и ловкий, следит за порядком в городе. Боится гусениц.
- Роботрак Рой — пожарная машина. Самый сильный из героев, иногда выступает в амплуа подъёмного крана или лестницы.
- Робовэн Эмбер — машина скорой медицинской помощи. Умная, добрая и отзывчивая.
- Робокоптер Хэлли — спасательный вертолёт. Любопытный и упрямый, с хорошей памятью.
- Джин — девушка-диспетчер и механик, работает вместе с командой спасателей и сообщает, где и кому нужна помощь.

#### Горноспасательная команда
- Марк — оранжевая горная машина с красной крышей, с буквой «M» и ярко-голубым маячком, друг и напарник Баки.
- Баки — жёлтая горная машина с синей крышей, с буквой «B» и красным маячком, друг и напарник Марка.
- Кэрри — транспортный синий самолёт с буквой «C», на крыше, друг Марка и Баки.

#### Жители города
- Вупер — городской двухэтажный красный автобус, прибыл в Брумс из Лондона.
- Скулби — школьный жёлтый автобус, лучший друг всех детей в городе.
- Масти — синий легковой автомобиль с белой шляпой и бампером в форме усов. Дедушка Мини и самый пожилой автомобиль в Корее.
- Спуки — голубой эвакуатор, помогает друзьям добраться до станции подзарядки под названием BP, когда у тех заканчивается энергия. Глуповатый.
- Кэп — жёлтое такси, весёлый, иногда задиристый, дружит с Пости.
- Пости — синий почтовый грузовичок, не любит опаздывать с доставкой писем, дружит с Кэпом.
- Бэнни — синий автомобильчик, желающий стать похожим на Роя, дружит с Роди и Мини, один из маленьких машинок.
- Роди — зелёный автомобильчик с белой кепкой с буквой R, уверенный в себе и любознательный, дружит с Бэнни и Мини, один из маленьких машинок.
- Клини — зелёная уборочная машинка, добрая, робкая и застенчивая.
- Мини — жёлтая машинка с розовым бантом на голове, внучка Масти, дружит с Бэнни, Роди и Поли, одна из маленьких машинок.
- Уиллер — пожилой мужчина, владелец магазина автопокрышек, автоаксессуаров и запчастей. Дружит с Масти.
- Стэйси — девушка работающая на станции подзарядки.

#### Строительная площадка и лесопилка
- Титан — крупный самосвал. Один из самых больших автомобилей в Корее.
- Микки — бетономешалка, устраняет ямы на дорогах, не умеет играть в мяч, живёт в доме на цементном заводе.
- Брунер — жёлто-оранжевый бульдозер, обожает играть в мяч, работает на стройплощадках под руководством мистера Билдера. Дружит с Поуком, Дампо и Максом. Старший брат Бруни.
- Поук — синий экскаватор с жёлтой каской на голове, иногда вместо ковша у него на стреле оказываются другие приспособления, с помощью одного из них, например, он прекрасно рисует. Плохо говорит.
- Дампо — среднеразмерный самосвал, помогает друзьям и мистеру Билдеру.
- Макс — каток, который работает с друзьями и мистером Билдером.
- Бруни — маленький бульдозер, очень милый, любопытный и непоседливый, младший брат Брунера.
- Билдер — бригадир рабочих машин (Микки, Брунер, Поук, Дампо, Титан и Макс). Главный строитель в городе.

#### Порт и гавань города
- Терри — контейнеровоз, один из самых больших автомобилей в Корее. Работает в порту, дружит с Лифти.
- Лифти — неуклюжий тёмно-красный погрузчик. Раньше работал грузчиком в соседней деревне Тото, переехал в город Брумс и работает в порту под руководством Терри.
- Марин — бело-синий почтовый корабль, очень добрый. Мечтает побывать в походе с друзьями.
- Си-Си — грузовое судно.
- Краны-тройняшки — три портовых крана-близнеца, работают в городском порту на погрзузке-разгрузке Марина и Си-Си. Их зовут Леки, Лефи и Лети (ранее Лэки, Лэпи и Лэти). Леки — жёлтый кран, очень ответственный. Лефи — оранжевый кран, очень сильный. Лети — голубой кран, очень умный.
- Миссис Белль — смотритель порта, приехала в город Брумс, очень добрая.

#### «Маленькие друзья города Брумс» (дети)
- Энди — мальчик со светлыми волосами и веснушками.
- Тоби — мальчик-блондин. С Тимом участвовал в викторине в красной команде.
- Тим — мальчик в очках. С Тоби участвовал в викторине в красной команде.
- Сэм — мальчик с серыми волосами.
- Мэри — девочка с каштановыми волосами, её питомец кошка Коко. С Элли участвовала в викторине в зелёной команде.
- Элли — девочка со светлыми волосами и очками. С Мэри участвовала в викторине в зелёной команде.
- Энни — рыжая девочка с веснушками. Любимая игрушка Энни — плюшевый медвежонок Альфи, которого она любит, как младшего брата.

#### «Рой и пожарная безопасность» и «Уроки безопасности с Эмбер»
- Роберт — муж Сары, отец Питера и Люси.
- Сара — жена Роберта, мать Питера и Люси.
- Питер — шестилетний светловолосый мальчик, лучший друг Джонни, сын Роберта и Сары и старший брат Люси .
- Джонни — шестилетний пухленький мальчик с каштановыми волосами и веснушками, лучший друг Питера.
- Синди — шестилетняя девочка с рыжими волосами, лучшая подруга и возлюбленная Питера и Джонни.
- Люси — пятилетняя девочка, дочь Роберта и Салли и младшая сестра Питера.

#### Другие
- Кэмп — трейлер с прицепом, журналист и репортёр, приехал в Брумс для написания статьи о городе.
- Трэки — фермер-трактор, приехал из деревни Тото, живёт на ферме.
- Трино — товарный поезд.

#### Антагонисты
- Грузовик Икс — контейнеровоз, главный антагонист серии «Храбрый господин Масти». Похититель детей. Ныне арестован и его дальнейшая судьба неизвестна.
- Почер — машина-браконьер. Главный антагонист серий «Битва в лесу: Часть 1» и «Битва в лесу: Часть 2». Ныне арестован и его дальнейшая судьба неизвестна.

### Список серий

#### 1 сезон
Премьера состоялась 28 февраля, окончен 12 июля 2011.
| №  | Название                  | Дата премьеры   |
| -- | ------------------------- | --------------- |
| 1  | Когда сдают тормоза       | 28 февраля 2011 |
| 2  | Поспешишь, всех насмешишь | 1 марта 2011    |
| 3  | История с цементом        | 7 марта 2011    |
| 4  | Доверяй друзьям           | 8 марта 2011    |
| 5  | Техосмотр                 | 14 марта 2011   |
| 6  | История с привидением     | 15 марта 2011   |
| 7  | Новый друг                | 21 марта 2011   |
| 8  | День рождения Хэлли       | 22 марта 2011   |
| 9  | Обещания Скулби           | 28 марта 2011   |
| 10 | Похвалите Брунера         | 29 марта 2011   |
| 11 | Конкурс талантов          | 4 апреля 2011   |
| 12 | Скулби и его сюрприз      | 5 апреля 2011   |
| 13 | Грязнуля Спуки            | 11 апреля 2011  |
| 14 | Я люблю тебя, дедушка!    | 12 апреля 2011  |
| 15 | Куда ты, Клини?           | 6 июня 2011     |
| 16 | Будьте здоровы            | 7 июня 2011     |
| 17 | Как спастись от темноты   | 13 июня 2011    |
| 18 | Добрая Клини              | 14 июня 2011    |
| 19 | Сердитый Микки            | 21 июня 2011    |
| 20 | Игра в прятки             | 22 июня 2011    |
| 21 | Каждый может ошибиться    | 27 июня 2011    |
| 22 | На чью сторону встать?    | 28 июня 2011    |
| 23 | Забывчивый Макс           | 4 июля 2011     |
| 24 | Мечта Бэнни               | 5 июля 2011     |
| 25 | Дерево дружбы             | 11 июля 2011    |
| 26 | Новый друг Вупер          | 12 июля 2011    |

#### Уроки безопасности с Поли (1 короткометражный сезон)
Премьера состоялась 5 декабря, окончен 20 декабря 2011.
| №  | Название                         | Дата премьеры   |
| -- | -------------------------------- | --------------- |
| 1  | Перебегать дорогу — опасно!      | 5 декабря 2011  |
| 2  | Как безопасно перейти дорогу     | 5 декабря 2011  |
| 3  | Безопасность в школьном автобусе | 6 декабря 2011  |
| 4  | На дороге с умом                 | 6 декабря 2011  |
| 5  | Берегитесь «слепых зон»          | 12 декабря 2011 |
| 6  | Чем опасен дождь                 | 12 декабря 2011 |
| 7  | Правила поведение на дороге      | 13 декабря 2011 |
| 8  | Как играть в мяч                 | 13 декабря 2011 |
| 9  | Безопасная езда на велосипеде    | 19 декабря 2011 |
| 10 | Опасность в темноте              | 19 декабря 2011 |
| 11 | Когда случаются аварии           | 20 декабря 2011 |
| 12 | Создатели безопасных карт        | 20 декабря 2011 |

#### 2 сезон
Премьера состоялась 26 декабря 2011 года, окончен 15 мая 2012 года.
| №  | Название                  | Дата премьеры   |
| -- | ------------------------- | --------------- |
| 1  | Лгунишка Роди жадный      | 26 декабря 2011 |
| 2  | Все любят цирк            | 27 декабря 2011 |
| 3  | Болото                    | 2 января 2012   |
| 4  | Подарок Минни             | 3 января 2012   |
| 5  | Любимая внучка            | 9 января 2012   |
| 6  | Спуки и пчелиный рой      | 10 января 2012  |
| 7  | Давай играть вместе, Пок! | 16 января 2012  |
| 8  | Спасибо, Клини            | 17 января 2012  |
| 9  | Всегда любить себя        | 23 января 2012  |
| 10 | Лэки, Лэти, Лэпи          | 24 января 2012  |
| 11 | Поиски клада              | 30 января 2012  |
| 12 | Экскурсия для Энни        | 31 января 2012  |
| 13 | Морской друг              | 6 февраля 2012  |
| 14 | Жадный господин Уиллер    | 7 февраля 2012  |
| 15 | Суета вокруг мусора       | 13 февраля 2012 |
| 16 | Новый мячик Брунера       | 14 февраля 2012 |
| 17 | Я хочу его                | 16 апреля 2012  |
| 18 | Где ты, Джин?             | 17 апреля 2012  |
| 19 | Секрет Пока               | 23 апреля 2012  |
| 20 | Электрический Скулби      | 24 апреля 2012  |
| 21 | Храбрый господин Масти    | 30 апреля 2012  |
| 22 | Выслушайте Майки          | 1 мая 2012      |
| 23 | Чистюля Кэп               | 7 мая 2012      |
| 24 | Письмо без адреса         | 8 мая 2012      |
| 25 | Жизнь в нашем городке     | 14 мая 2012     |
| 26 | Жизнь в городке           | 15 мая 2012     |

#### Уроки безопасности с Поли (2 короткометражный сезон)
Премьера состоялась 1 марта 2013 года.
| №  | Название                                        | Дата премьеры  |
| -- | ----------------------------------------------- | -------------- |
| 1  | Как вести себя на перекрёстках                  | 1 марта 2013   |
| 2  | Как вести себя на парковке                      | 8 марта 2013   |
| 3  | Где можно кататься на роликах и скейтборде      | 15 марта 2013  |
| 4  | Как переходить дорогу                           | 22 марта 2013  |
| 5  | Смотри под ноги, когда гуляешь                  | 29 марта 2013  |
| 6  | Безопасная езда на велосипеде                   | 5 апреля 2013  |
| 7  | Правила безопасности в снежный день             | 12 апреля 2013 |
| 8  | Не бегай между машинами                         | 19 апреля 2013 |
| 9  | Папин рассказ о машинах                         | 26 апреля 2013 |
| 10 | Несоблюдение правил дорожного движения на улице | 3 мая 2013     |
| 11 | Что нужно знать о стройплощадках                | 10 мая 2013    |
| 12 | Ремни безопасности в автобусе                   | 17 мая 2013    |
| 13 | Две стороны дороги в школу                      | 24 мая 2013    |
| 14 | Викторина по безопасности на дороге             | 31 мая 2013    |

#### 3 сезон
Премьера состоялась 26 февраля, окончен 22 мая 2014 года.
| №  | Название                         | Дата премьеры   |
| -- | -------------------------------- | --------------- |
| 1  | Проблемный гость                 | 26 февраля 2014 |
| 2  | Спасти Хэлли                     | 27 февраля 2014 |
| 3  | Не волнуйся, Скулби!             | 5 марта 2014    |
| 4  | Мой надоедливый младший брат     | 6 марта 2014    |
| 5  | Подарок, который я хочу получить | 12 марта 2014   |
| 6  | Наша секретная база              | 13 марта 2014   |
| 7  | Новый друг Терри                 | 19 марта 2014   |
| 8  | Новая игрушка Хэлли              | 20 марта 2014   |
| 9  | Одинокий Микки                   | 26 марта 2014   |
| 10 | Раздел территории                | 27 марта 2014   |
| 11 | Давайте порисуем                 | 2 апреля 2014   |
| 12 | Добро пожаловать, Лифти!         | 3 апреля 2014   |
| 13 | Пожалуйста, остановите икоту!    | 9 апреля 2014   |
| 14 | Тайна Поли                       | 10 апреля 2014  |
| 15 | Хочу, чтобы меня пригласили!     | 16 апреля 2014  |
| 16 | Мнимая болезнь Спуки             | 17 апреля 2014  |
| 17 | Это не мой подарок               | 23 апреля 2014  |
| 18 | Будь честен с друзьями!          | 24 апреля 2014  |
| 19 | Давайте следовать правилам       | 30 апреля 2014  |
| 20 | Мы поможем Вам, мистер Билдер!   | 1 мая 2014      |
| 21 | Как разозлить Клини?             | 7 мая 2014      |
| 22 | Рыбка для Макса                  | 8 мая 2014      |
| 23 | Жара в городке Брумс             | 14 мая 2014     |
| 24 | Медаль миссис Белль              | 15 мая 2014     |
| 25 | Кто выше всех?                   | 21 мая 2014     |
| 26 | Тренировка для Эмбер             | 22 мая 2014     |

#### 4 сезон
Премьера состоялась 31 августа, окончен 24 ноября 2015 года.
| №  | Название                                 | Дата премьеры    |
| -- | ---------------------------------------- | ---------------- |
| 1  | Странник невезения                       | 31 августа 2015  |
| 2  | Прибирать или не прибирать               | 1 сентября 2015  |
| 3  | Я буду делать то, что захочу             | 7 сентября 2015  |
| 4  | Мечта Хэлли                              | 8 сентября 2015  |
| 5  | Как две капли воды                       | 14 сентября 2015 |
| 6  | Мечта Марина                             | 15 сентября 2015 |
| 7  | Пузырьки                                 | 21 сентября 2015 |
| 8  | Весенняя уборка                          | 22 сентября 2015 |
| 9  | Где же ты, Бруни?                        | 28 сентября 2015 |
| 10 | Печенье с предсказанием                  | 29 сентября 2015 |
| 11 | В гостях у Трэки                         | 5 октября 2015   |
| 12 | Хочу пересечь море                       | 6 октября 2015   |
| 13 | Битва в лесу                             | 12 октября 2015  |
| 14 | Битва в лесу                             | 13 октября 2015  |
| 15 | Прими мои извинения                      | 19 октября 2015  |
| 16 | Как сохранить подарок в тайне?           | 20 октября 2015  |
| 17 | Чудо на ферме Трэки                      | 26 октября 2015  |
| 18 | Исследование молний                      | 27 октября 2015  |
| 19 | Тайный план Кэмпа                        | 2 ноября 2015    |
| 20 | Суматошная рыбалка                       | 3 ноября 2015    |
| 21 | Спасибо, Рой                             | 9 ноября 2015    |
| 22 | Исчезновение Спуки                       | 10 ноября 2015   |
| 23 | Помогайте друг другу в сложных ситуациях | 16 ноября 2015   |
| 24 | Подарок Трэки                            | 17 ноября 2015   |
| 25 | Железнодорожный вокзал города Брумс      | 23 ноября 2015   |
| 26 | Привет, удивительный друг!               | 24 ноября 2015   |

#### 5 сезон
Премьера 5 сезона состоялась только в Республике Корея.

## Трансляция
На Украине сериал транслировался на канале Пиксель TV.